# Heliocheilus ranalaetensis
Heliocheilus ranalaetensis là một loài bướm đêm thuộc họ Noctuidae. Nó là loài đặc hữu của Nam Úc.
Ấu trùng có thể ăn Triodia scariosa.